# Landesnaturschutzverband
Ein Landesnaturschutzverband (LNV) ist ein Dachverband ehrenamtlicher Natur- und Umweltschutz-Vereine auf Landesebene in Deutschland. LNV sind als „eingetragener Verein“ („e. V.“) registriert.

## Landesnaturschutzverband Baden-Württemberg
Der Landesnaturschutzverband Baden-Württemberg e. V. (LNV [BW]) wurde 1971 gegründet. Er ist ein nach dem Umweltrechtsbehelfsgesetz § 3 anerkannter Naturschutzverband und nach dem Landesnaturschutzgesetz § 51 anerkannter Dachverband mit 34 Mitgliedsvereinen, welche ca. 540.000 Mitglieder vertreten (September 2015), darunter mehrere große Landesverbände. Vertretungsberechtigter ist der Vereinsvorsitzende Gerhard Bronner; der Verein ist mit der Registernummer 2787 eingetragen ins Vereinsregister am Amtsgericht Stuttgart. Der Vereinsvorstand umfasst Ende 2016 19 Mitglieder, darunter Vertreter der großen Mitgliedsverbände sowie der dezentralen, weitgehend selbstständig agierenden LNV-Arbeitskreise aus baden-württembergischen Stadt- und Landkreisen sowie einzelne zusätzlich von der LNV-Mitgliederversammlung direkt gewählte Personen. Als einzige hauptamtliche Einrichtung unterhält der Verband eine „Landesgeschäftsstelle“ in Stuttgart.
Der LNV BW „nimmt Stellung zu Planungen und Vorhaben von Behörden und anderen Institutionen, die Natur, Umwelt und Landschaft beeinflussen; erarbeitet Vorschläge zu rechtlichen und organisatorischen Fragen, die mit dem Natur- und Umweltschutz zusammenhängen; informiert seine Mitgliedsverbände über aktuelle Entwicklungen; schärft das öffentliche Bewusstsein für den Natur- und Umweltschutz; versteht sich als Anwalt der Natur und vertritt die Belange des natur- und Umweltschutzes gegenüber Behörden, Gerichten und Privaten sowie in der Bundes-, Landes-, Kommunal- und Verbandspolitik“; darüber hinaus ist der LNV BW Gesellschafter der Klimaschutz- und Energieagentur Baden-Württemberg GmbH.
Zur Information gibt der LNV den monatlichen LNV-Infobrief heraus; als besondere Auszeichnung vergibt er anlassbezogen eine „Ehrennadel“.

## Landesnaturschutzverband Schleswig-Holstein
Der Landesnaturschutzverband Schleswig-Holstein e. V. (LNV-SH) wurde 1975 gegründet, Ende 2016 umschließt er 23 Organisationen mit zusammen ca. 170.000 Mitgliedern: Sein „Hauptanliegen“ „ist die Bündelung aller Kräfte im Natur- und Umweltschutz zugunsten des gemeinsamen Ziels, eine zukunftsfähige Politik für Nachhaltigkeit und Naturschutz.“ Als „parteipolitisch unabhängige Organisation“ versteht er sich hierbei als „Informationsdrehscheibe, Servicezentrale, Lobbyvertretung und Beratungszentrum“ sowie „als Anwalt der Natur“ und ihr Interessensvertreter „gegenüber Politik, Verwaltung und in der Öffentlichkeit“. Der LNV-SH ist mit der Registernummer 2503 eingetragen am Registergericht Kiel, Ende 2016 ist sein Vorsitzender Volkher Looft.